# Senalang
Senalang is een bestuurslaag in het regentschap Lubuklinggau van de provincie Zuid-Sumatra, Indonesië. Senalang telt 2959 inwoners (volkstelling 2010).